# Max Black
Max Black   (Bakú, 24 de febrer de 1909 - Ithaca, 27 d'agost de 1988) va ser un destacat pensador de la filosofia del llenguatge. Nascut a Bakú, Imperi Rus (actualment Azerbaidjan) però educat a Londres, va començar a interessar-se per les matemàtiques i va estudiar amb Ludwig Wittgenstein. Des d'aquest camp va entrar en contacte amb la lògica difusa i d'allà a les categoritzacions mentals a través de la llengua. Les darreres recerques es basaven en el concepte de significat, com les publicades a The importance of language (1962), especialment sobre la metàfora i la identitat dels objectes designats amb la mateixa paraula.